# Gregorita
Gregorita es un personaje de ficción en la serie de televisión Cheverísimo de la cadena de televisión Venevision, fue interpretada por Honorio Torrealba durante la década de 1990 y principios del 2000. Ella es una madre y ama de casa de mediana edad que es maltratada por su marido Rosendo aunque ella siempre se defenderá.

## Historia
Gregorita es una habitante de la Parroquia Coche de la ciudad de Caracas, Venezuela, vive en el departamento más alto de su condominio del cual nunca baja a diferencia de su esposo, Rosendo, un alcohólico e infiel hombre que solamente la busca por interés, Gregorita le prepara arepas para el desayuno o la cena, generalmente terminan discutiendo.
Gregorita hizo su debut en el sketch "Presidenta de condominio", un gag humorístico que parodiaba la necesidad de poder que querían los políticos venezolanos en 1997, en este se nos muestra a una Gregorita embarazada que explica a sus hijos que la política es mala y nadie les inculcó política en su casa, aunque posteriormente cuando a ella se le ofrece ser la presidenta del condominio de su edificio se aferra al poder al punto de querer enviar a la cárcel a su esposo, tras el buen recibimiento de dicho programa se decidió darle más protagonismo a a Gregorita y su familia convirtiéndose en protagonistas del programa entre 1997 y 2002.
Posteriormente, Gregorita pasó a ser una de las panelistas de ¡Que Mujerero! (Parodia del programa ¡Que Mujeres!) en donde ella hablaba de sus experiencias con Rosendo ante un grupo de espectadores.

## Personalidad
Gregorita es una mujer amargada, peleadora, eufórica y depresiva aunque pese a todo esto es una persona de buen corazón, amigable y de sentimientos; Gregorita tiene una manera de hablar muy tosca que hace resaltar su falta de educación y marginalidad, pronunciando la letra "L" en lugar de la "R" en sus oraciones pronunciadas, a esto se le suma el hecho de que constantemente se queja de las bajas condiciones en que vive por lo que discute con su marido Rosendo, el cual es alcohólico y mujeriego, Gregorita siempre discute con él por las infidelidades y malas acciones que este comete.
Ella únicamente cocina arepas para toda su familia, siempre se la ve amasando la harina que generalmente termina lanzándole a Rosendo, entre sus frases conocidas están la icónica frase ¡Rosendo suuube! y ¿Te monto la arepa?, cuando algo no le parece políticamente correcto esta dirá ¿Quién te incurcó esa falta' educancia?. Para destacar sus rasgos exagerados se le agregó con el tiempo ciertos rasgos como lentes de sol inmensos, alpargatas con tacones, pañuelos amarrados y peinados extraños.

## Vestimenta
Gregorita es una mujer morena con un lunar en su mejilla derecha y maquillaje estrambótico, su apariencia varió durante los años de emisión de su exitoso sketch; en 1997 vestía un vestido amarillo, con chancletas (calzado para pobres en Venezuela) y tenía cabello marrón y corto.
Posteriormente a 1999 viste un vestido de estampado de flores, alpargatas con tacones y un pañuelo atado en su cabello mientras que en 2002 es totalmente rediseñada ahora viste un vestido rosado con líneas fucsia y su cabellera es más larga.

## Otras apariciones
Gregorita ha realizado apariciones en múltiples programas como Mega Match donde en reiteradas oportunidades fue la madrina de las instituciones educativas que concursaban o en La guerra de los sexos donde participó en el equipo femenino.
También fue protagonista de exitosas obras teatrales entre la cual se destaca: ¿Te monto la arepa... bicha? junto a parte del elenco de Cheverísimo.

## Impacto cultural
A raíz del éxito que comenzó a tener Gregorita y Rosendo a finales de los noventa, muchas marcas de harina de maíz precocida se lanzaron a la disputa para comprar los derechos del personaje para publicitar su marca en Venezuela, a esto se le suma las giras internacionales que realizó Honorio Torrealba por los distintos países donde se emitía el sketch a través de Cheverísimo, ganando mucha más fama.
A su vez Gregorita comenzó a ser invitada en numerosas ocasiones a Súper sábado sensacional compartiendo escenario junto a Daniel Sarcos. También frases como ¿Te monto la arepa? y ¿Quieres que te dé? comenzaron a ganar popularidad entre las conversaciones.